# Башмаков, Анатолий Афанасьевич
Анатолий Афанасьевич Башмаков (род. 15 июня 1949, село Каракога, Булаевский район, Северо-Казахстанская область, Казахская ССР, СССР) — казахстанский государственный и политический деятель, учёный; доктор экономических наук (2007), кандидат политических наук (2005), профессор, член-корреспондент НИА РК (2008).

## Биография
Родился 15 июня 1949 года в селе Каракога Булаевского района Северо-Казахстанской области. Отец — Башмаков Афанасий Андрианович, покойный. Мать — Башмакова Матрёна Матвеевна, покойная.
В 1972 году окончил исторический факультет Петропавловского педагогического института по специальности преподаватель истории и обществоведения.
В 1986 году окончил агрономический факультет Целиноградского сельскохозяйственного института по специальности учёный агроном.
В 2005 году защитил учёное звание кандидата политических наук, тема диссертации: «Социально-политические проблемы приграничного сотрудничества Республики Казахстан и Российской Федерации».
В 2007 году защитил учёное звание доктора экономических наук, тема диссертации: «Экономика и общественная среда Республики Казахстан: теория и механизм взаимовлияния».

## Трудовая деятельность
С 1972 по 1975 годы — Директор школы Северо-Казахстанской области.
С 1975 по 1978 годы — Секретарь райкома, обкома комсомола Северо-Казахстанской области.
С 1978 по 1992 годы — Заведующий отделом райкома, заместитель заведующего отделом обкома, секретарь Петропавловского горкома компартии Северо-Казахстанской области.
С 1992 по 2002 годы — Первый заместитель Председателя комитета госимущества по Северо-Казахстанской области.
С 2002 по 2003 годы — Заместитель Директора Продкорпорации по Северо-Казахстанской области, Директор Петропавловского экономического колледжа Северо-Казахстанской области.
С 2015 года по настоящее время — Заведующий кафедрой Ассамблеи народа Казахстана Евразийского национального университета им. Л. Гумилева.

## Выборные должности, депутатство
С 2002 по 2014 годы — Депутат Сенат Парламента Республики Казахстан, от Северо-Казахстанской области, Член постоянного Комитета по социально-культурному развитию.

## Прочие должности
- Заместитель Председателя Ассоциации русских, казачьих и славянских организаций Казахстана, председатель Астанинского филиала Ассоциации русских, казачьих и славянских организаций Казахстана.
- Член Национальной комиссии по делам женщин и семейно-демографической политике при Президенте Республики Казахстан (с 2008 года).
- Член Национальной комиссии по реализации программы модернизации общественного сознания при Президенте Республики Казахстан (с 2017 года).
- Представитель Парламента РК в России, Японии, Южной Корее, Чехии, Польше, Европейском Парламенте, в НАТО.
- Член Межпарламентской Ассамблеи государств-участников Содружества Независимых Государств Член группы сотрудничества с Сенатом Республики Польша, Национальным Собранием Республики Корея Член Бюро Политсовета НДП «Нур Отан».

## Награды и звания
- Медаль «За трудовую доблесть» (СССР, 1976 года)
- Орден Курмет (2005)
- Орден «Содружество» (МПА СНГ, 2008)
- Орден Достык ІІ степени (2012)[3][4]
- Орден «Ел бірлігі» (2023)[5]
- Награждён благодарственным письмом Первого Президента Республики Казахстан.
- Медаль «10 лет независимости Республики Казахстан» (2001)
- Медаль «10 лет Конституции Республики Казахстан» (2005)
- Медаль «10 лет Парламенту Республики Казахстан» (2006)
- Медаль «10 лет Астане» (2008) и др.

## Научные, литературные труды
- Анатолий Афанасьевич Башмаков автор более 70 научных публикаций, в том числе в зарубежных журналах, два методических пособия: «Проблемы экономической модернизации в Казахстане: некоторые особенности и итоги» и «Таможенный союз — новая региональная модель экономической интеграции на пространстве СНГ».

## Семья
- Женат. Жена — Башмакова Лариса Васильевна (1954 г.р.), учитель русского языка и литературы.
- Дочь Башмакова Елена Анатольевна (1976 г.р.), кандидат филологических наук.